# Alfonso Casas
Pour les articles homonymes, voir Casas.
Alfonso Casas est un auteur de bande dessinée espagnol, né en 1981 à Saragosse en Aragon.

## Biographie
Alfonso Casas Moreno est né à Saragosse en Aragon. Il étudie l’enseignement, puis aux beaux-arts dans l’illustration à Barcelone. Toujours dans la même ville, après les études, il travaille en tant qu’illustrateur professionnel en publicité dans de différentes sociétés.
En 2015, il publie No sin mi barba et Sentimental à la maison des éditions Lunwerg. Dans la même année viennent Me pediste un poco de espacio (aquí lo tienes), Lámina Alfonso Casas: "A veces hay que dejarse llevar", Taza low battery Alfonso Casas et Taza Alfonso Casas Siempre estarás en mi corazón hígado chez Planeta Gifts.
En septembre 2017, toujours chez Lunwerg, El final de todos los agostos voit le jour. Il est traduit en français sous le titre Le Dernier des étés, édité en janvier 2019 aux éditions Paquet.
En octobre 2018, il sort Freddie Mercury : Una biografía chez Random Cómics.